# Bolognino

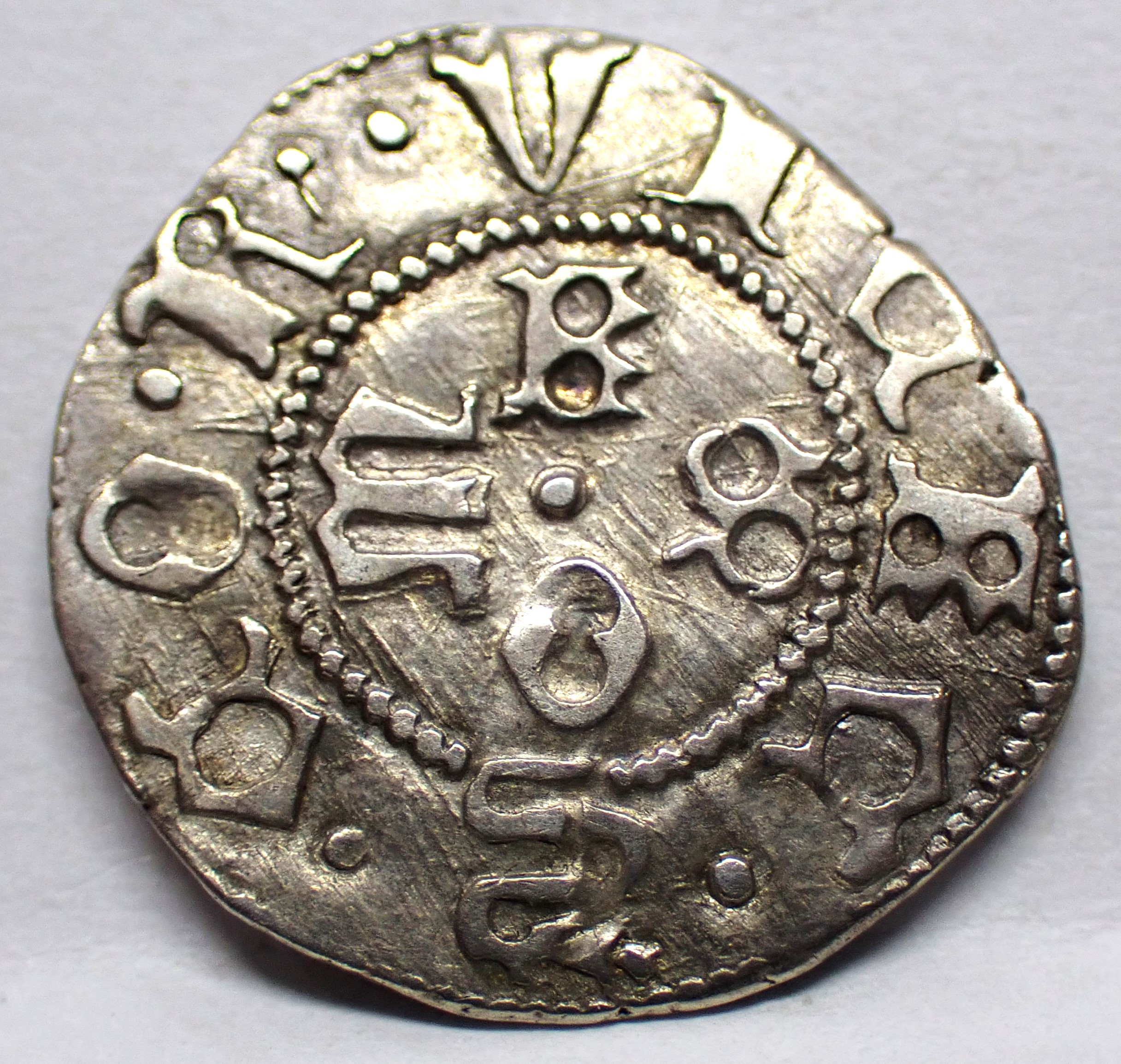
Bolognino aus Fermo, z. Zt. Francesco Sforza (1434–46)

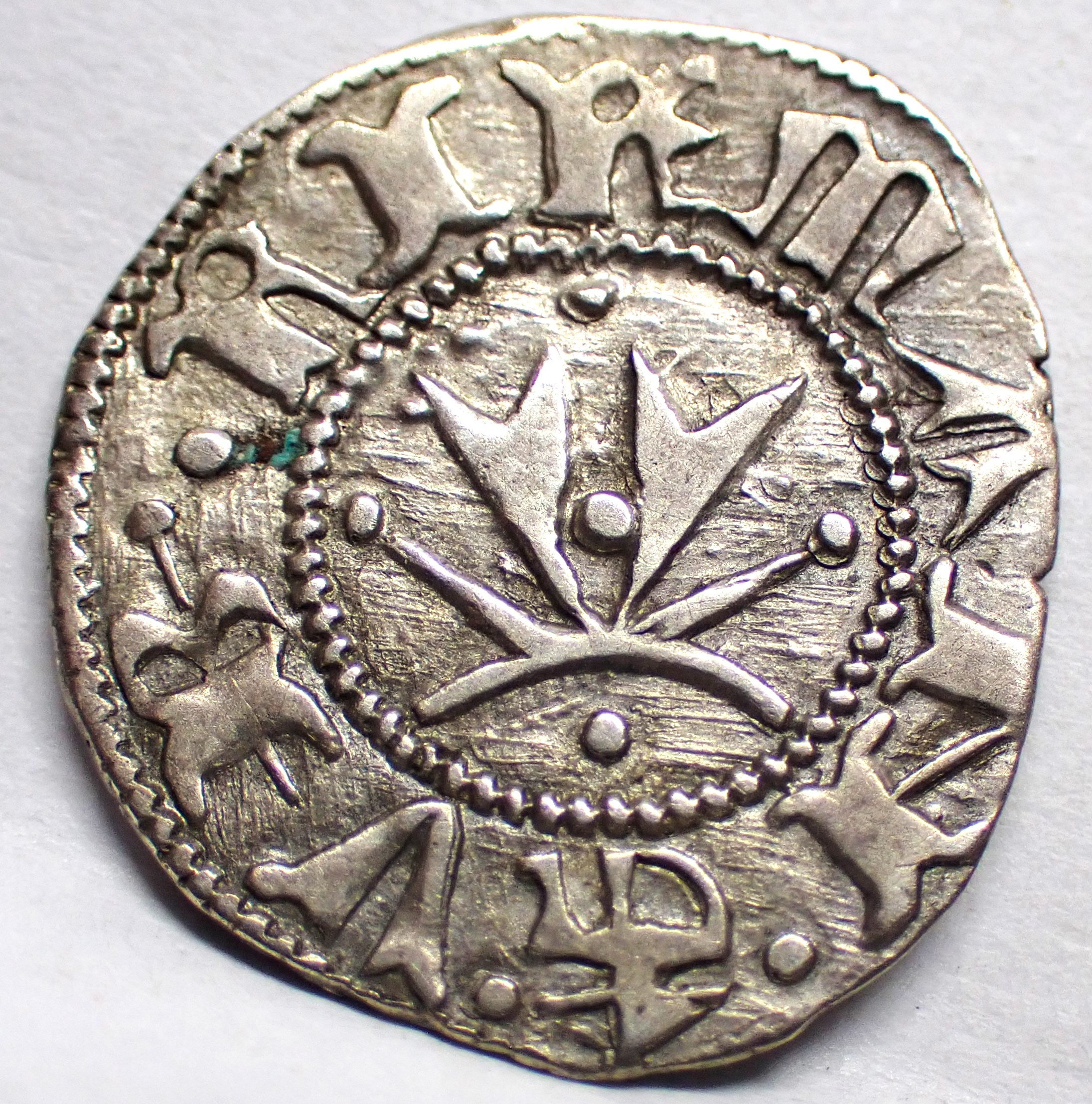
Revers des Bolognino aus Fermo

Bolognino ist der Name verschiedener Münzen, die zuerst in Bologna, später auch in anderen Städten Italiens zwischen dem Ende des 12. Jahrhunderts und dem 17. Jahrhundert geprägt worden sind.
Kaiser Heinrich VI. erteilte Bologna 1191 das Recht Münzen zu prägen. Zuerst wurde der Denar Bolognino piccolo geprägt. Dieser trug auf einer Seite den Namen des Kaisers ENRICVS mit den Buchstaben IPRT (für Imperator) mittig kreuzförmig um das Zentrum platziert. Auf der anderen Seite stand der lateinische Namen der Stadt BONONIA, wobei der letzte Buchstabe A groß in die Mitte gesetzt wurde. Die Münze bestand aus etwa 0,5 g Bronze und 0,15 g Silber. Zwölf Stück hatten den Wert von einem Soldo.
Ab 1236 wurde zusätzlich im selben Typus der Bolognino grosso geprägt, der dem Wert von einem Soldo oder zwölf Bolognini piccoli entsprach. Diese Münze wurde schnell sehr beliebt und verdrängte die bisher einzigen Münzen in der Romagna aus Ravenna und Rimini. Der Bolognino grosso wurde daher auch häufig nachgeahmt, unter anderem in Rom, Ancona und Ferrara.
Mit der Zeit wurde der Name Heinrichs durch Namen anderer Herrscher abgelöst. Taddeo Pepoli prägte etwa während seiner Signoria 1338 einen doppelten Bolognino (genannt Pepolese) mit der Umschreibung TADEVS DE PEPULIS um ein Kreuz auf der einen Seite, auf der anderen S. P. DE BONONIA um eine Abbildung des Apostels Petrus mit dem Schlüssel. Nachdem die Kirche die Herrschaft in Bologna übernommen hatte, ließ Papst Innozenz VI. den Bolognino mit der Aufschrift Mater Studiorum prägen.
In der zweiten Hälfte des 16. Jahrhunderts trug der Bolognino des Kirchenstaates auf der einen Seite die Büste des Papstes und auf der anderen das Wappen der Stadt. Durch das Steigen des Silberpreises begann man den Bolognino – wie andere Münzen auch – mit geringerem Gewicht und geringerem Wert herzustellen. Um 1612 wurde ein Bolognino aus Kupfer geprägt und Münzen mit Silbergehalt kamen nur mehr als vielfache Bologninos vor (etwa silberne Cinque Bolognini im 18. Jahrhundert).
Als Goldbolognino wird ein Golddukaten bezeichnet, der ab 1380 in Bologna geprägt wurde und das gleiche Gewicht und Feingehalt wie der päpstliche Dukaten hatte.
Die Entwertung, die diese Münze über die Jahrhunderte erfahren hat, zeigt sich in einer italienischen Redewendung: „Non valere un bolognino“ bedeutet „das ist nichts wert“.